# Velké Meziříčí (nádraží)
Velké Meziříčí je železniční stanice ve jihozápadní části města Velké Meziříčí v okrese Žďár nad Sázavou v Kraji Vysočina nedaleko říčky Balinky. Leží na jednokolejné neelektrizované trati Křižanov–Studenec. Ve městě se dále nachází železniční zastávka Velké Meziříčí zastávka.

## Historie
Původní meziříčská stanice byla postavena přibližně kilometr severozápadním směrem od polohy novějšího nádraží a zprovozněna 12. června 1886 jako koncová stanice na odbočné trati ze Studence. Zde byl zahájen provoz na dobudovaném úseku ze Zastávky u Brna do Okříšek společností Rakouská společnost státní dráhy (StEG) již 4. června, čímž bylo dokončeno propojení mezi Třebíčí a Brnem. Ve Velkém Meziříčí vznikla nerozměrná nádražní budova ve specifickém architektonickém stylu budov celé dráhy. V areálu nádraží bylo vystavěno též nákladové nádraží, vodárna, lokomotivní depo či bytové domy pro drážní zaměstnance.
Po zestátnění StEG v roce 1909 pak obsluhovala stanici jedna společnost, Císařsko-královské státní dráhy (kkStB), po roce 1918 pak správu přebraly Československé státní dráhy.
Roku 1938 bylo Ministerstvem železnic vydáno rozhodnutí o dostavbě železničního spojení z Havlíčkova Brodu dále do Brna (trať Praha-Havlíčkův Brod-Brno) a Velké Meziříčí bude napojeno novou drahou z Křižanova. Ze zastávky Oslavice byla dále budována nová trať, dokončená roku 1950. V poloze blíže městu zde byl vystavěn nový staniční komplex ve funkcionalistickém slohu.
V roce 2020 bylo oznámeno, že roku 2021 by mělo dojít k velké rekonstrukci nádražní budovy. V lednu roku 2021 bylo oznámeno, že budova po rekonstrukci by měla být kompletně bezbariérová, zateplená a u budovy by mělo být postaveno nové parkoviště, rekonstrukce by se měla odehrát mez říjnem roku 2021 a listopadem roku 2022.

## Popis
Nachází se zde jedno ostrovní, částečně kryté, nástupiště, k příchodu k vlakům slouží podchod pod kolejištěm.